# 로빈 밀러
로빈 찰스 밀러(1966년 8월 6일 생)는 형제인 랜드 밀러와 함께 사이언 월드(초기 사이언)의 공동 창립자이다. 심즈의 출시 이전까지 가장 많이 팔린 게임으로 기록되었던 컴퓨터 게임 미스트의 공동 디자이너이다. 또한 미스트의 속편인 리븐의 공동 감독 및 공동 리드 디자이너를 맡았고, 이는 1997년 가장 많이 팔린 게임이었다. 로빈 밀러는 두 편 모두 사운드트랙을 작곡하였다. 그는 또한 미스트에서 악역 시러스 역할로 연기 활동을 하였다. 그는 첫번째 미스트 소설인 〈아트러스의 책〉을 공동 집필했다.
리븐의 출시 이후, 밀러는 영화를 포함해 게임을 제외한 관심사를 수행하기 위해 사이언을 퇴사했다. 그는 2013년 영화 《불멸의 오거스터스 글래드스톤》을 감독했다.